# Glenveagh-Nationalpark
Glenveagh National Park (irisch Páirc Naisiúnta Ghleann Bheatha) liegt im County Donegal in Irland. Vom Glenveagh-Tal (Gleann Bheatha, dt. „Tal des Lebens“, eigtl. wohl gleann bheithe, „Tal der Birke“), das den Park in zwei Teile spaltet, hat er seinen Namen. Er ist der zweitgrößte von sechs Nationalparks in Irland. Er hat eine Fläche von fast 16.548 Hektar und liegt in den Derryveagh Mountains. In seinem Gebiet befinden sich mit Mount Errigal (751 m über NN) und Slieve Snaght (683 m über NN) die beiden höchsten Berge Donegals.
Der Park beherbergt eine der größten Rotwildherden Irlands. Im Jahr 2001 wurden Steinadler, welche seit 1912 nicht mehr in Irland vorkamen, aus Schottland nach Glenveagh gebracht und hier ausgewildert.
Am See Lough Veagh befindet sich Glenveagh Castle mit seiner viktorianischen Gartenanlage und das Besucherzentrum. Der Park ist ein bedeutendes Naturreservat. Von den zum Teil dicht bewaldeten Tälern mit seinen Seen bis zu den Gipfeln finden sich verschiedene Höhenstufen der Vegetation mit seltenen Pflanzen und Tieren.

## Geschichte
In den Jahren 1857–1859 kaufte der Landspekulant John George Adair (1823–1885), der aus dem County Laois stammte, im County Donegal mehrere benachbarte Landparzellen auf und bildete aus ihnen Glenveagh. Im April 1861 zwang er 244 Pächter das Gebiet zu räumen, weil er sich bessere Gewinne durch Viehzucht versprach. 1870 begann er mit dem Bau von Glenveagh Castle. Das Schloss wurde 1873 fertiggestellt. Nach seinem Tod 1885 übernahm seine Frau Cornelia die Ländereien. Sie ließ das Schloss ausbauen und die Gärten anlegen und verbrachte die Sommer bis 1916 hier. Nach ihrem Tod 1921 verwaiste die Anlage und wurde während des irischen Bürgerkriegs von Truppen beider Seiten beschlagnahmt. 1929 kaufte Professor Arthur Kingsley Porter, Historiker an der Harvard University in Cambridge (Massachusetts), das Anwesen. Nach seinem Tod 1933 stand das Schloss erneut leer, bis es 1937 von Henry McIlhenny aus Philadelphia (USA) erworben wurde. Sowohl Kingsley Porter wie auch McIlhenny empfingen gerne Künstler und Prominente in Glenveagh. In der Bücherei hängen Bilder von AE Russel. Yehudi Menuhin hat sich ebenso wie Greta Garbo mehrmals hier aufgehalten. McIlhenny ließ ab 1940 von Jim Russell den Garten umgestalten und die Pflanzenvielfalt vergrößern. Er verkaufte 1975 die Ländereien an das Office of Public Works, das für die Pflege und Wartung der historischen Stätten des irischen Staates zuständig ist, damit dieses den Nationalpark gründen konnte. 1981 schenkte er dann auch den Garten und das Schloss mit dem Großteil der Einrichtung der Nationalparkverwaltung.
Das Schloss mit seiner Einrichtung kann heute noch im fast ursprünglichen Zustand besichtigt werden. Der Nationalpark wurde 1984 und das Schloss 1986 für die Öffentlichkeit zugänglich gemacht.

Glenveagh Nationalpark und Schloss
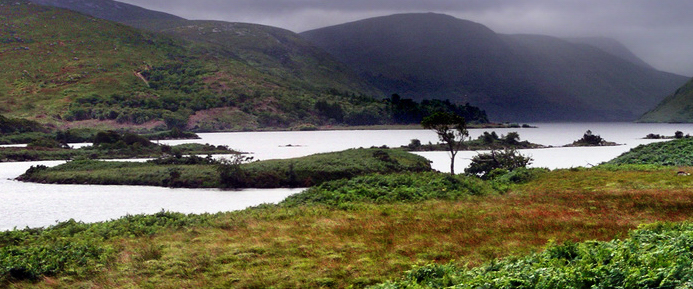
See Lough Veagh
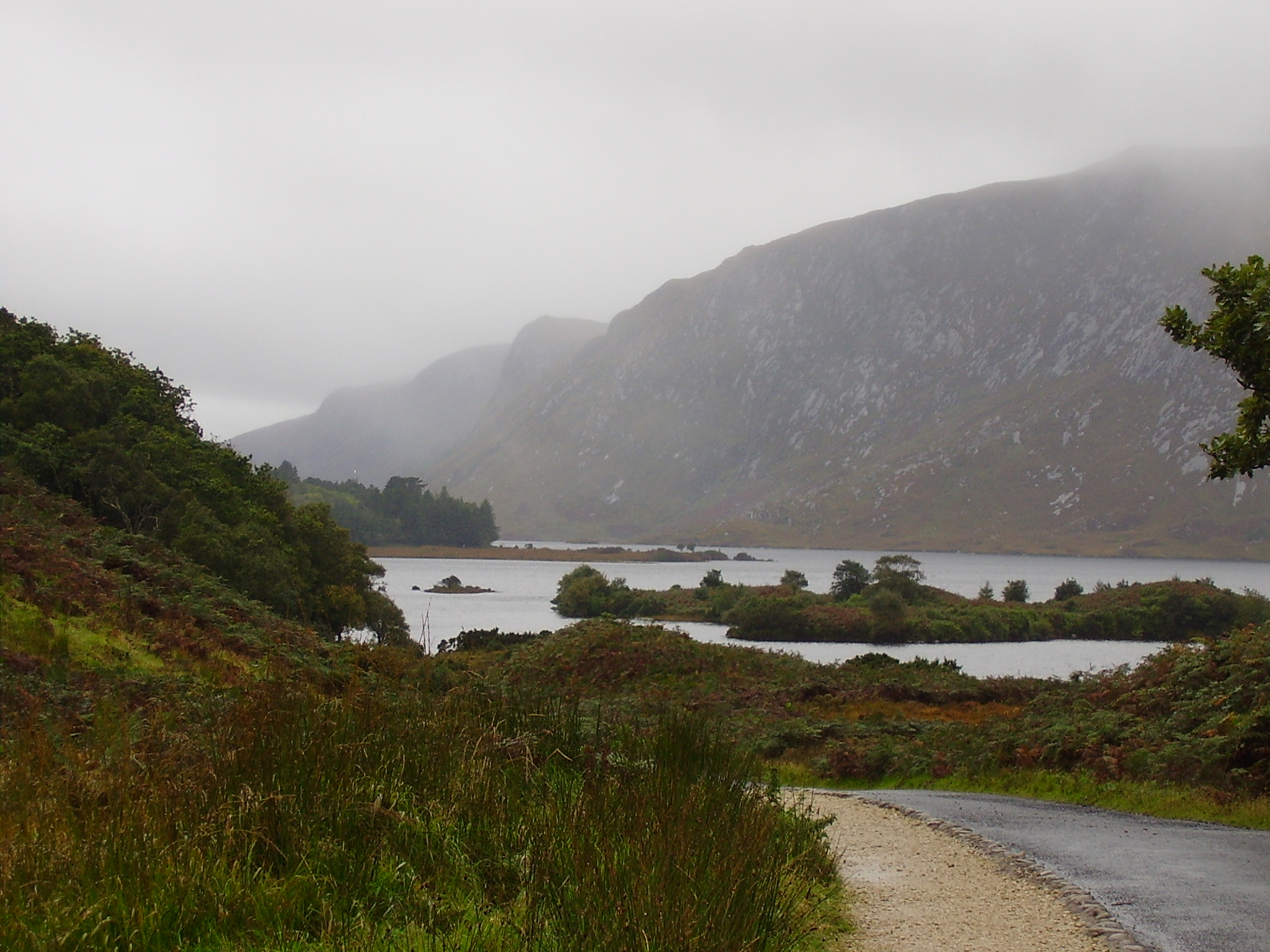
Glenveagh Nationalpark
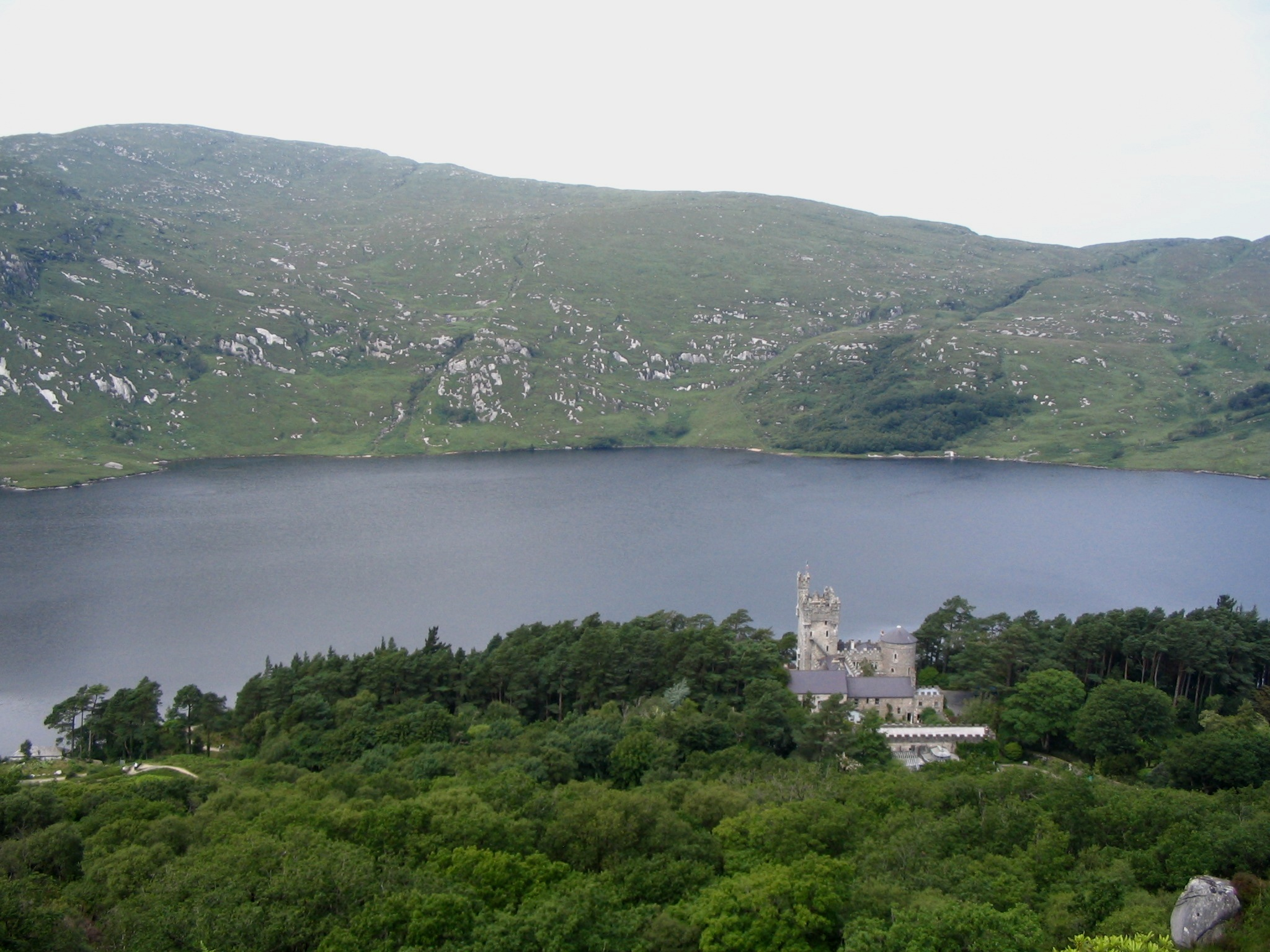
Glenveagh Castle und See Lough Veagh
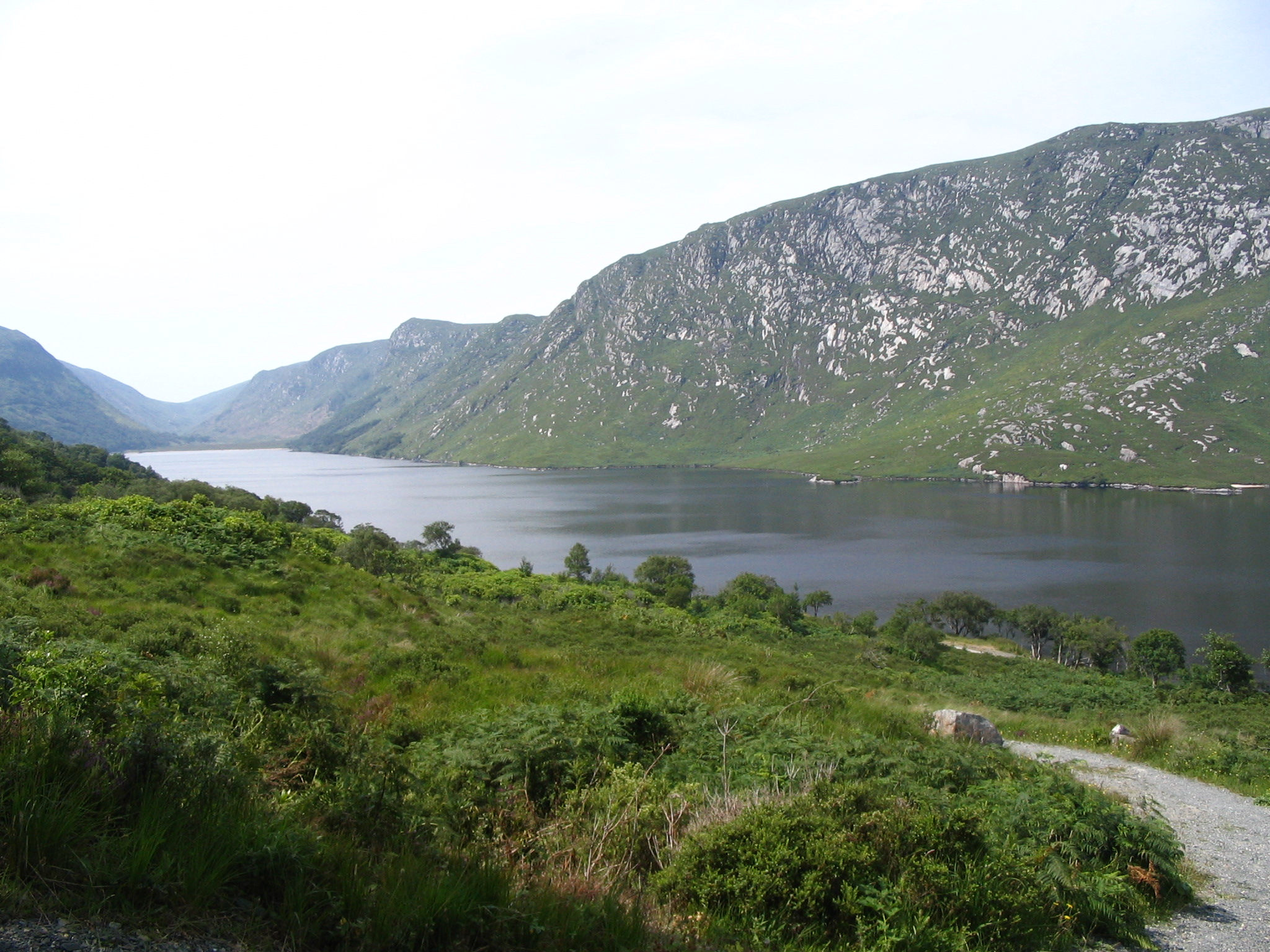
Lough Gleann
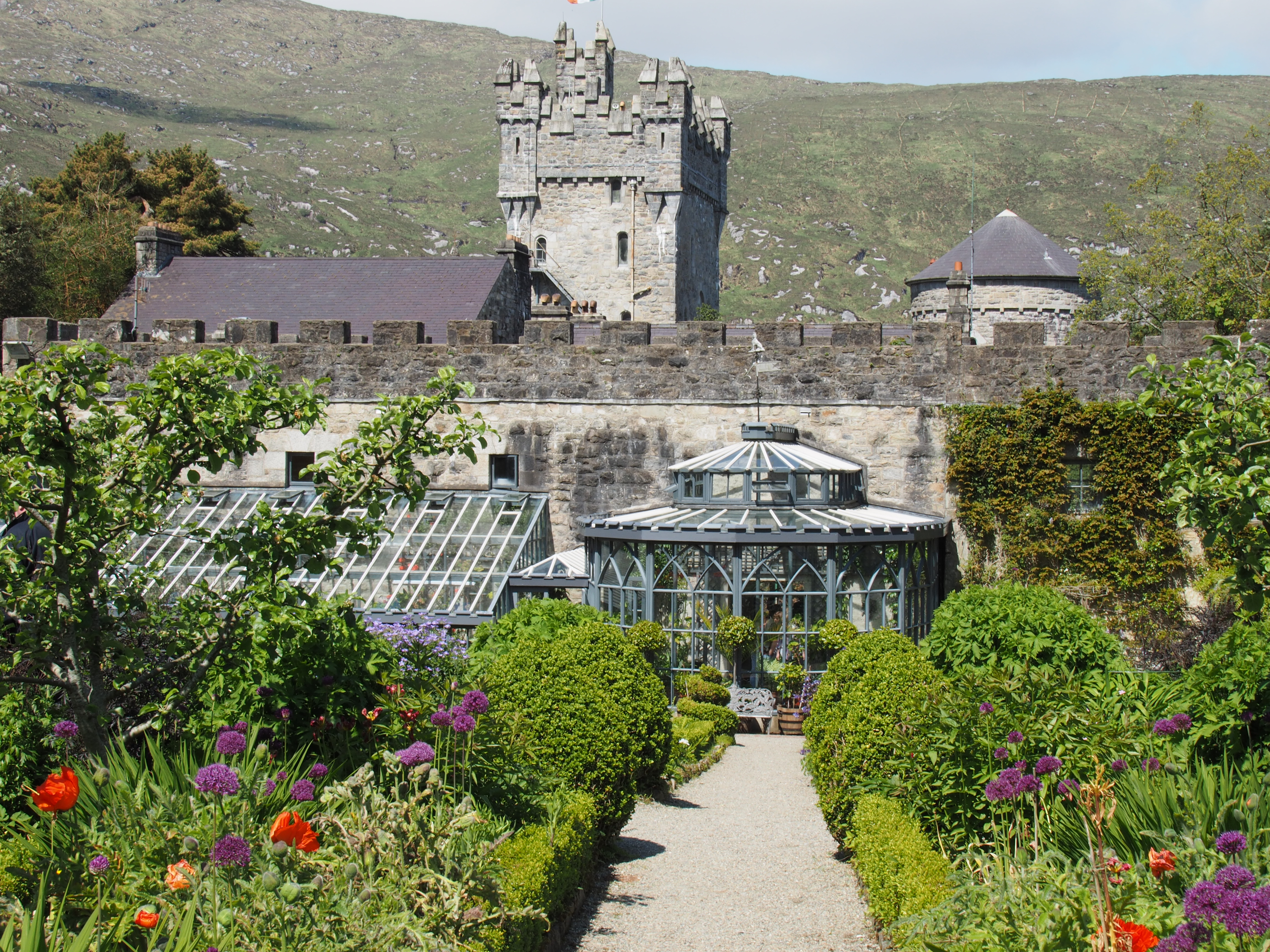
Glenveagh Castle mit Garten

## Flora und Fauna
Die fast kahlen Gipfel beherbergen eine arktisch-alpine Pflanzenwelt mit Arten wie: Bärlapp, Bärentrauben oder Krautweide. Es gibt hier Schneehasen, deren Fell sich aber üblicherweise nicht weiß färbt.
Unterhalb der Hochlagen beginnt das Moorland. Es handelt sich um atlantisches Moor, wie es sonst nur in Schottland und Wales vorkommt. In den trockeneren Zonen des Moors findet man Pflanzen wie: Glockenheide, Heidelbeere oder schwarze Krähenbeere. Während das nassere Grasland mit Arten bewachsen ist wie: Schwingelgras, Röhricht oder Blaues Pfeifengras. Es finden sich außerdem Moorspezialisten wie Fettkraut und Sonnentau.
In den tiefer gelegenen Moorgebieten ändert sich die Vegetation erneut. Man findet nun vermehrt Wollgras und gelben Affodil. Die großen Vorkommen von Wiesenpiepern verschwinden über den Winter, es ist jedoch noch nicht erforscht wohin die Vogel ziehen. Der Park hat 100 Hektar Waldfläche. Der größte Wald ist Mullangore Wood am Südostufer von Lough Veagh. Der Wald wird von Eichen und Birken dominiert, es finden sich ansonsten Eschen, Hasel, Eiben, Espen und Stechpalmen und einige angepflanzte Koniferen. Der feuchte Waldboden wird von Moosen und Farnen dicht besiedelt. Hier findet man auch Pflanzen wie Milzkräuter, Lebermoose, Buschwindröschen und Sauerklee.
Der Wald bietet Nahrung und Nistplätze für viele Vögel. Es gibt hier Zugvögel wie den Grauschnäpper, den Zilpzalp und den in Irland seltenen Waldlaubsänger. Die Koniferen sind Heimat für Tannenmeisen, Kreuzschnäbel, Zeisige und Wintergoldhähnchen. Dachse und Füchse durchstreifen die Wälder und offenen Flächen auf ihrer Nahrungssuche. Eines ihrer wichtigsten Jagdtiere ist die Waldmaus.
Die kleinen und großen Seen beziehen ihr Wasser hauptsächlich aus dem Gebiet des Nationalparks und haben daher ein sehr sauberes und sauerstoffreiches Wasser. In den meisten Seen gibt es Forellen und Aale. In Lough Veagh findet man zudem Lachse, Meerforelle und Wandersaiblinge. Am Ufer des Sees findet sich die einzige Brutstätte der seltenen Sterntaucher in Irland. Die Rotwildherden im Glenveagh Park können sich innerhalb der 40 km langen Umzäunung frei bewegen. Im Sommer ziehen sie auf die Sumpfigen Hänge der Berge, während sie sich im Winter in den Wald rund um Lough Veagh zurückziehen. Die ausgewilderten Steinadler konnten 2007 ihr erstes Junges groß ziehen. Nachdem sie 2008 keinen Bruterfolg hatten, haben sie 2009 zwei Junge.